# Aeromachus pygmaeus
Aeromachus pygmaeus is een vlinder uit de familie van de dikkopjes (Hesperiidae). De wetenschappelijke naam van de soort werd voor het eerst geldig gepubliceerd door Johann Christian Fabricius in 1775 als Papilio pygmaeus. De larven voeden zich met Ischaemum indicum.

## Verspreidingsgebied
De soort wordt aangetroffen in het zuiden van India, Laos, Myanmar en Thailand.